# Augustin Duclaux
Augustin Duclaux est un homme politique français né le 18 mars 1764 à Tulle (Corrèze) et décédé le 6 janvier 1850.

## Biographie
Employé des douanes en 1791, il est officier de cavalerie légère en 1793 et secrétaire général de préfecture en 1800. Il est sous-préfet de Baugé de 1801 à 1808 et député de Maine-et-Loire de 1808 à 1815. Il est sous-préfet de Marennes en 1813, puis occupe un emploi supérieur dans les finances de 1815 à 1821. Il est alors nommé secrétaire général de préfecture du Haut-Rhin, puis en 1828 sous-préfet de Wissembourg. Il termine sa carrière comme secrétaire général de la préfecture de Maine-et-Loire.

## Sources
- « Augustin Duclaux », dans Adolphe Robert et Gaston Cougny, Dictionnaire des parlementaires français, Edgar Bourloton, 1889-1891 [détail de l’édition]